# Juan José Esparragoza Moreno
Juan José Esparragoza Moreno, alias El Azul (le Bleu, né le 3 février 1949 à Huichiopa, un village de la commune de Badiraguato dans l'État mexicain du Sinaloa et meurt le 7 juin 2014) est un trafiquant de stupéfiants mexicain. En 2008, la DEA avait mis tête à prix pour 6 millions de dollars.

## Biographie

### Jeunesse et vie privée
Connu comme un homme affable et cordial, peu enclin à l'ostentation d'autres narcos, il s'est marié à Gloria Monzón, belle-sœur du trafiquant Joaquín Guzmán, également originaire de Badiraguato. Il deviendra aussi le parrain d'un fils d'Amado Carrillo Fuentes, chef du cartel de Juárez, après sa mort en 1997, tandis que le trafiquant Ismael Zambada García baptisera l'un de ses fils. Son fils aîné, Juan José Esparragoza, se maria à une sœur des Beltrán Leyva, leur descendance prenant donc le nom d'Esparragoza Beltrán.

### Cartel de Guadalajara
Juan José Esparragoza Moreno s'associa avec ces trafiquants pour former le cartel de Guadalajara dans les années 1980. 
En 1986, peu après l'assassinat de l'agent de la DEA Enrique Camarena, il fut arrêté par le commandant Florentino Ventura, de la Dirección Federal de Seguridad (DFS), dissoute par la suite. Condamné à six ans de prison, il fit assassiner ce dernier, qui se vantait de son arrestation, après sa libération, ainsi que tous les autres policiers ayant participé à son interpellation.

### Un négociateur à la tête du cartel de Juárez
Identifié par le chef du cartel colombien de Norte del Valle, Luis Hernando Gómez, comme « Don Juan », il est crédité d'avoir négocié en 2006 entre la dite Federación, une alliance de cartels mexicains, et le cartel du Golfe, afin de tenter de réduire le bain de sang provoqué par les luttes intestines entre narcos. C'est aussi lui qui aurait réussi, avant 2005, à nouer une alliance entre Joaquín Guzmán et Ismael Zambada García, qui travaillèrent ensemble au sein du cartel de Sinaloa.
En 2005, le tsar de la lutte anti-drogues José Luis Santiago Vasconcelos (en) déclarait que Juan José Esparragoza était devenu le chef du cartel de Juárez, alors l'un des plus puissants cartels mexicains avec le cartel du Golfe.

### Morts
Le 7 juin 2014, Juan José Esparragoza Moreno serait décédé d'une crise cardiaque à l'âge de 65 ans, apparemment suite à un accident de voiture subi quinze jours plus tôt. Selon des informations non confirmées, Esparragoza Moreno aurait été cloué au lit après s'être blessé à la colonne vertébrale dans l'accident. En tentant de se lever, il a été victime d'une crise cardiaque et est décédé.